# ایمون
ایمون (به لاتین: Imun) یک مخروط آتشفشانی در اندونزی است که در سوماترا واقع شده‌است. ایمون ۱٬۵۰۵ متر بالاتر از سطح دریا واقع شده‌است.